# Здравко Кузманович
Здравко Кузманович (серб. Zdravko Kuzmanović / Здравко Кузмановић, нар. 22 вересня 1987, Тун) — сербський та швейцарський футболіст, півзахисник клубу «Малага» та національної збірної Сербії.

## Клубна кар'єра
Народився 22 вересня 1987 року в швейцарському місті Тун, в родині боснійських сербів-емігрантів. Його батько і дід також були футболістами — грали в нижчих лігах Боснії і Герцеговини. Вихованець юнацьких команд футбольних клубів «Дюрренаст», «Янг Бойз» та «Базель». Перший професійний контракт був підписаний 2005 року з «Базелем», в структурі якого Кузманович був з 2003 року.
Успішно дебютував у дорослому футболі в сезоні 2005/06, і за підсумками отримав премію Swiss Golden Player Award (Золотий гравець Швейцарії) — 2006. За дорослу команду «Базеля» провів 34 матчі (2005–2007) та відзначився чотирма забитими м'ячами.

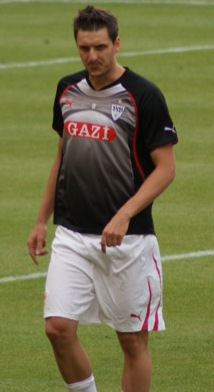
Здравко Кузманович на тренуванні під час виступів за «Штутгарт». 29 серпня 2010 року

Взимку 2007 року Здравко вів переговори з «Палермо», проте, 30 січня, у віці 19 років, перейшов у «Фіорентину». «Фіалки» в особі Кузмановича бачили заміну травмованому Марку Донаделу. Контракт з флорентійським клубом був розрахований на 4,5 роки.
4 березня Здравко дебютував у складі «фіалок», в матчі проти «Торіно» (5:1), в якому відзначився гольовою передачею на Алессандро Гамберіні. Перший гол у Серії А Кузманович забив в лютому 2008 року, у ворота «Катаньї». 14 жовтня 2008 року сербський легіонер підписав новий контракт з фіалками до літа 2013 року.. Всього у складі флорентійського клубу Кузманович провів 70 матчів (3 голи) за 2,5 сезону.
Наприкінці серпня 2009 року перейшов у німецький «Штутгарт», який заплатив за трансфер хавбека 7 млн фунтів, підписавши з гравцем контракт на 4 роки. За новий клуб Здравко дебютував 12 вересня в матчі проти «Гамбурга» (3:1). Свій перший гол у Бундеслізі Кузманович забив в листопаді 2009 року у ворота берлінської «Герти». У сезоні 2009/10 серб провів 34 матчі та забив 5 разів (у всіх турнірах), а наступний сезон став для Здравко найрезультативнішим в кар'єри — 9 м'ячів у Бундеслізі і два голи в кубку УЄФА.
Перед початком сезону 2011/12 ходили чутки про інтерес «Челсі» до персони Кузмановича, навіть називалася передбачувана сума трансферу — 23 млн. євро, проте трансфер так і не відбувя. У жовтні Кузманович отримав травму підколінного сухожилля та пропустив кілька тижнів. У грудні 2011 року італійські клуби «Лаціо» і «Ювентус» також цікавились гравцем, але знову гравець залишився в складі «швабів». Всього в сезоні серб провів 26 матчів та забив 6 м'ячів.
Початок сезону 2012/13 Кузманович пропустив через травму правого стегна і вже незабаром стало відомо, що він має намір залишити клуб влітку, по закінченню контракту. Через це німецький клуб, аби заробити хоч якісь кошти, у зимове трансферне вікно продав Кузмановича в міланський «Інтернаціонале» за 2 млн. євро, який підписав контракт з гравцем на 4,5 роки. Відтоді встиг відіграти за «нераззуррі» 27 матчів в національному чемпіонаті.

## Виступи за збірні
2003 року дебютував у складі юнацької збірної Швейцарії, взяв участь у 26 іграх на юнацькому рівні, відзначившись 5 забитими голами.
Протягом 2006–2007 років залучався до складу молодіжної збірної Швейцарії. На молодіжному рівні зіграв у 5 офіційних матчах.
На початку 2007 року сербська федерація футболу почала переговори про можливість виступів Здравко за національну збірну Сербії, і він прийняв цю пропозицію. Хоча Кузманович народився у Швейцарії і грав на молодіжному рівні за збірну Швейцарії, він вирішив грати за Сербію, заявивши, що так йому велить його серце.
2 червня 2007 року дебютував в офіційних іграх у складі національної збірної Сербії в матчі відбору на Євро-2008.
У складі збірної був учасником чемпіонату світу 2010 року у ПАР. Кузманович зіграв в усіх трьох матчах збірної, яка, незважаючи на перемогу над збірною Німеччини, все одно зайняла останнє місце в групі і покинула турнір.
Наразі провів у формі головної команди країни 50 матчів, забивши 6 голів.

## Статистика виступів

### Статистика клубних виступів

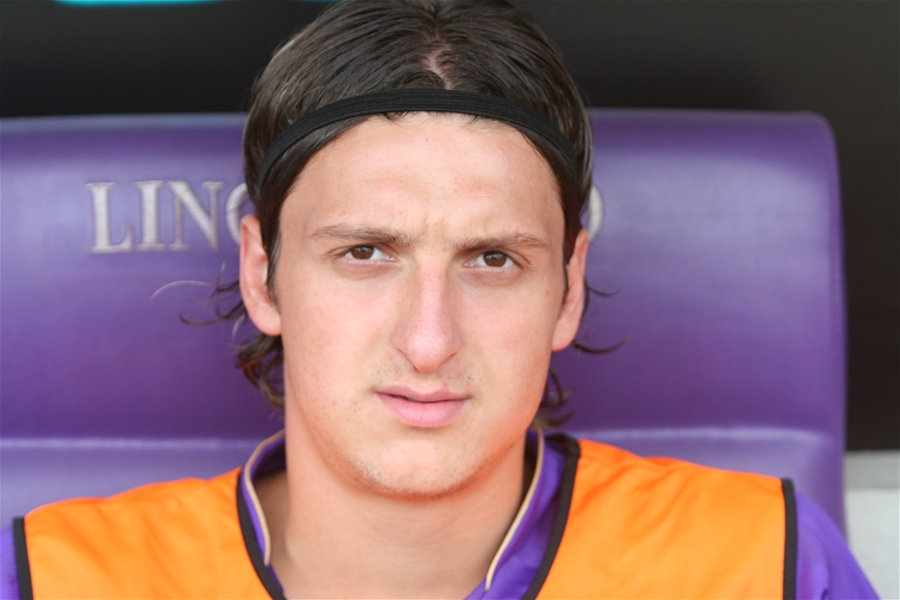
Здравко Кузманович під час виступів за «Фіорентину». 16 вересня 2007 року

| Сезон                      | Команда                    | Чемпіонат                  | Чемпіонат | Чемпіонат | Національний кубок | Національний кубок | Національний кубок | Континентальні кубки | Континентальні кубки | Континентальні кубки | Інші змагання | Інші змагання | Інші змагання | Усього | Усього |
| Сезон                      | Команда                    | Ліга                       | Ігор      | Голів     | Ліга               | Ігор               | Голів              | Ліга                 | Ігор                 | Голів                | Ліга          | Ігор          | Голів         | Ігор   | Голів  |
| -------------------------- | -------------------------- | -------------------------- | --------- | --------- | ------------------ | ------------------ | ------------------ | -------------------- | -------------------- | -------------------- | ------------- | ------------- | ------------- | ------ | ------ |
| 2005-06                    | «Базель II»                | АСЛ                        | 12        | 2         | —                  | —                  | —                  | —                    | —                    | —                    | —             | —             | —             | 12     | 2      |
| 2005-06                    | «Базель»                   | СЛ                         | 17        | 1         | КШ                 | 2                  | 2                  | КУЄФА                | 3                    | 1                    | —             | —             | —             | 22     | 4      |
| 2006-07                    | «Базель»                   | СЛ                         | 17        | 3         | КШ                 | 3                  | 0                  | КУЄФА                | 6                    | 1                    | —             | —             | —             | 26     | 4      |
| Усього за «Базель»         | Усього за «Базель»         | Усього за «Базель»         | 34        | 4         |                    | 5                  | 2                  |                      | 9                    | 2                    |               |               |               | 48     | 8      |
| 2006-07                    | «Фіорентина»               | A                          | 4         | 0         | КІ                 | 0                  | 0                  | ЛЧ                   | —                    | —                    | —             | —             | —             | 4      | 0      |
| 2007-08                    | «Фіорентина»               | A                          | 34        | 1         | КІ                 | 2                  | 0                  | КУЄФА                | 12                   | 1                    | —             | —             | —             | 48     | 2      |
| 2008-09                    | «Фіорентина»               | A                          | 32        | 2         | КІ                 | 1                  | 0                  | ЛЧ+КУЄФА             | 7+1                  | 0+0                  | —             | —             | —             | 41     | 2      |
| Усього за «Фіорентину»     | Усього за «Фіорентину»     | Усього за «Фіорентину»     | 70        | 3         |                    | 3                  | 0                  |                      | 20                   | 1                    |               |               |               | 93     | 4      |
| 2009-10                    | «Штутгарт»                 | БЛ                         | 26        | 3         | КН                 | 2                  | 0                  | ЛЧ                   | 6                    | 2                    | —             | —             | —             | 34     | 5      |
| 2010-11                    | «Штутгарт»                 | БЛ                         | 32        | 9         | КН                 | 3                  | 0                  | ЛЄ                   | 12                   | 2                    | —             | —             | —             | 47     | 11     |
| 2011-12                    | «Штутгарт»                 | БЛ                         | 26        | 5         | КН                 | 3                  | 1                  | —                    | —                    | —                    | —             | —             | —             | 29     | 6      |
| 2012-13                    | «Штутгарт»                 | БЛ                         | 12        | 0         | КН                 | 2                  | 0                  | ЛЄ                   | 3                    | 0                    | —             | —             | —             | 17     | 0      |
| Усього за «Штутгарт»       | Усього за «Штутгарт»       | Усього за «Штутгарт»       | 96        | 17        |                    | 10                 | 1                  |                      | 21                   | 4                    |               |               |               | 127    | 22     |
| 2012-13                    | «Інтернаціонале»           | A                          | 13        | 0         | КІ                 | 1                  | 0                  | ЛЄ                   | —                    | —                    | —             | —             | —             | 14     | 0      |
| 2013-14                    | «Інтернаціонале»           | A                          | 14        | 0         | КІ                 | 1                  | 0                  | —                    | —                    | —                    | —             | —             | —             | 15     | 0      |
| Усього за «Інтернаціонале» | Усього за «Інтернаціонале» | Усього за «Інтернаціонале» | 27        | 0         |                    | 2                  | 0                  |                      | 0                    | 0                    |               |               |               | 29     | 0      |
| Усього за кар'єру          | Усього за кар'єру          | Усього за кар'єру          | 239       | 26        |                    | 20                 | 3                  |                      | 50                   | 7                    |               |               |               | 310    | 36     |

### Збірна
| Сербія  | Сербія | Сербія |
| Рік     | Ігор   | Голів  |
| ------- | ------ | ------ |
| 2007    | 7      | 2      |
| 2008    | 8      | 0      |
| 2009    | 9      | 1      |
| 2010    | 11     | 2      |
| 2011    | 8      | 1      |
| 2012    | 3      | 1      |
| 2013    | 1      | 0      |
| Загалом | 47     | 7      |

## Титули і досягнення
- Володар Кубка Швейцарії (1):

«Базель: 2018-19